# Matthijs Büchli
Matthijs Büchli, född den 13 december 1992 i Haarlem, är en nederländsk tävlingscyklist.
Han tog OS-silver i keirin i samband med de olympiska tävlingarna i cykelsport 2016 i Rio de Janeiro. Vid olympiska sommarspelen 2020 i Tokyo var Büchli en del av Nederländernas lag som tog guld i lagsprint. Büchli cyklade endast i kvalet och övriga omgångar cyklades av Jeffrey Hoogland, Harrie Lavreysen och Roy van den Berg.